# Ficedula harterti
Ficedula harterti е вид птица от семейство Muscicapidae.

## Разпространение
Видът е разпространен в Индонезия.